# Sân quần vợt

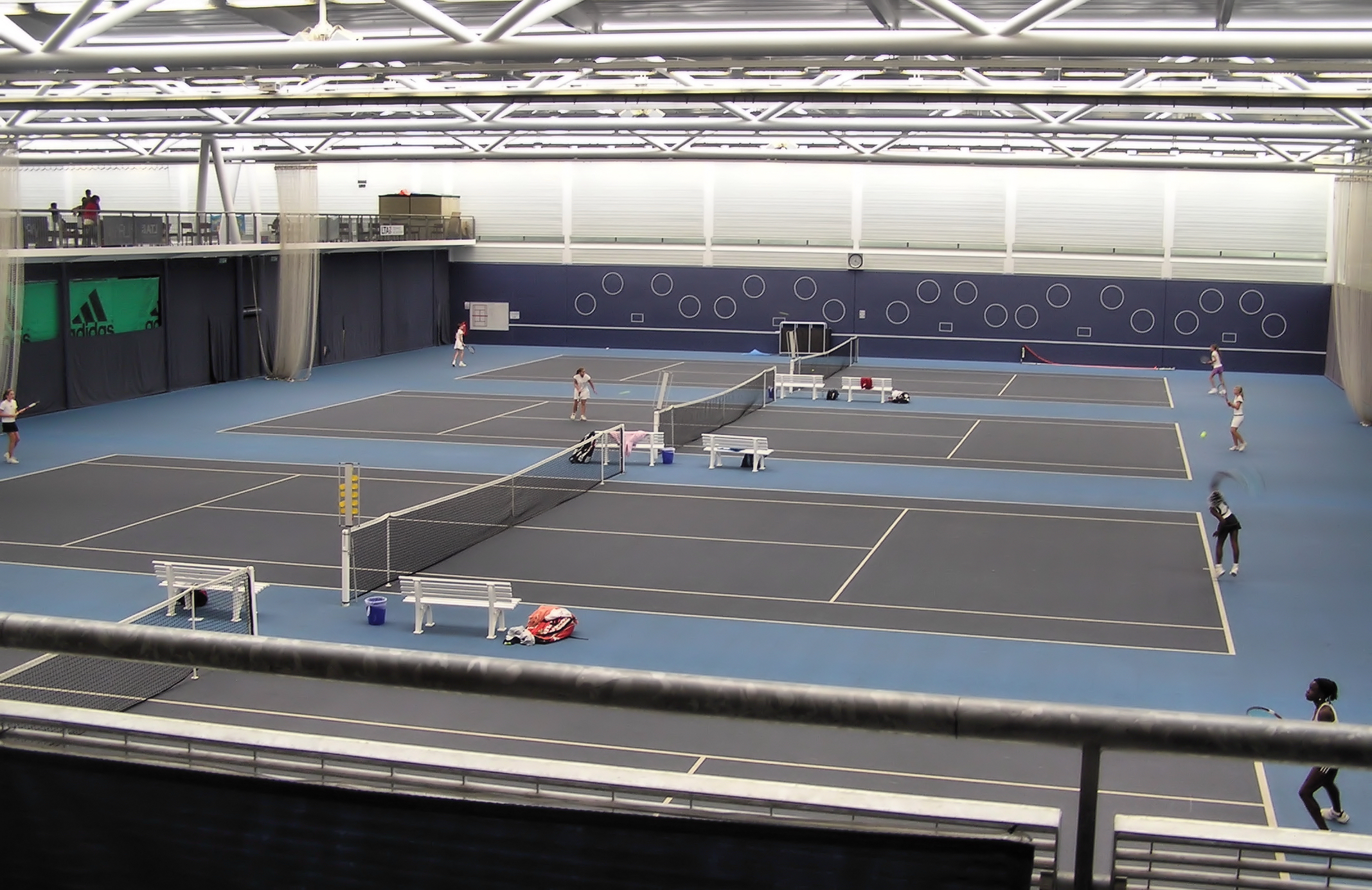
Sân quần vợt trong nhà tại Đại học Bath, Anh

Một sân quần vợt là địa điểm mà môn quần vợt được dùng để thi đấu. Trên mặt sân sẽ có một lưới nằm ở giữa sân. Sân có thể dùng được cả trận đấu đơn lẫn trận đấu đôi. Mặt sân có thể được sử dụng để tại một sân quần vợt, và mỗi một sân đều có những đặc điểm khác nhau và ảnh hưởng đến những lối chơi của bộ môn.

## Kích thước sân

Kích thước của sân quần vợt, theo mét

Quần vợt chơi trên sân hình chữ nhật, bề mặt phẳng. Chiều dài sân là 23,77 m, và chiều rộng là 8,23 m với trận đánh đơn và 10,97 m cho trận đánh đôi. Lưới được căng ngang theo chiều rộng sân, song song với đường biên, chia đều 2 bên. Chiều cao lưới 914 mm ở giữa và 1,07 m ở 2 cột lưới.

## Các thể loại mặt sân
Có bốn loại sân chính. Tùy vào nguyên liệu làm bề mặt sân, mỗi bề mặt sẽ cho tốc độ và độ nảy khác nhau của bóng, từ đó ảnh hưởng đến người chơi:

### Sân cứng

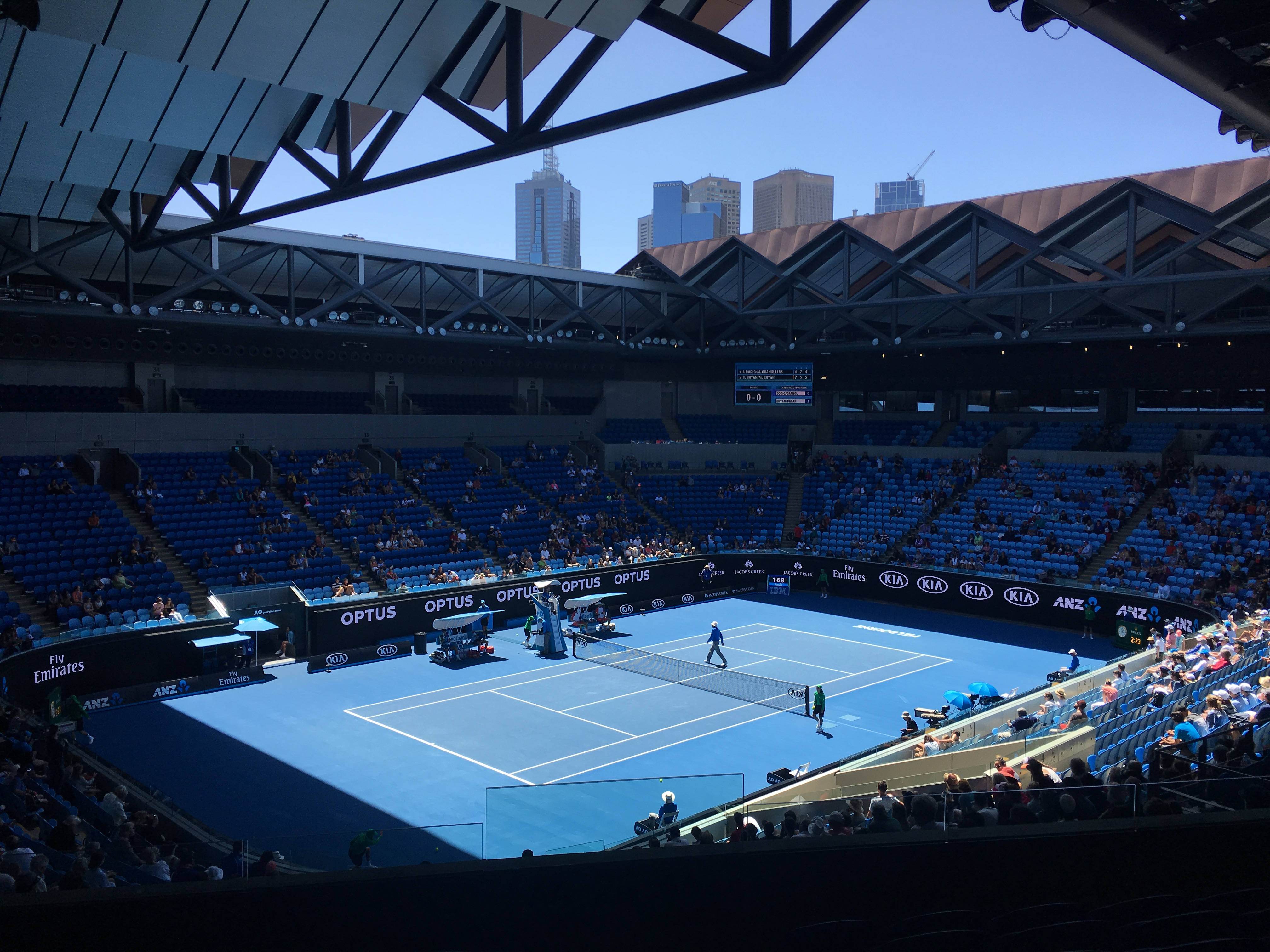
Sân Margaret Court Arena của Giải quần vợt Úc Mở rộng được chơi trên mặt sân cứng.

Sân cứng thật sự có nhiều loại khác nhau. Có thể nó chỉ giản dị là sân xi măng hoặc nó được làm bởi nhiều lớp cao su mỏng trộn với cát rồi đổ lên mặt xi măng. Loại sân này thường làm cho bóng đi nhanh, nảy cao và đều. Nó thường thích hợp với những tay vợt thích phát bóng và lên lưới (serve and volley) nhưng người ta cũng có thể làm cho mặt sân này "chậm" hơn lại bằng cách làm cho mặt sân nhám hơn hay mềm hơn.
Trong lịch sử các giải Grand Slam thì sân cứng đã từng được sử dụng tại Giải quần vợt Úc Mở rộng kể từ năm 1988 và Giải quần vợt Mỹ Mở rộng kể từ năm 1978.
Một số giải quần vợt nổi tiếng được chơi trên mặt sân cứng:
- Giải quần vợt Úc Mở rộng
- Giải quần vợt Mỹ Mở rộng
- Indian Wells Masters
- Miami Masters
- Giải quần vợt Canada Mở rộng (Rogers Cup)
- Cincinnati Masters
- Thượng Hải Masters
- Paris Masters

### Sân đất nện

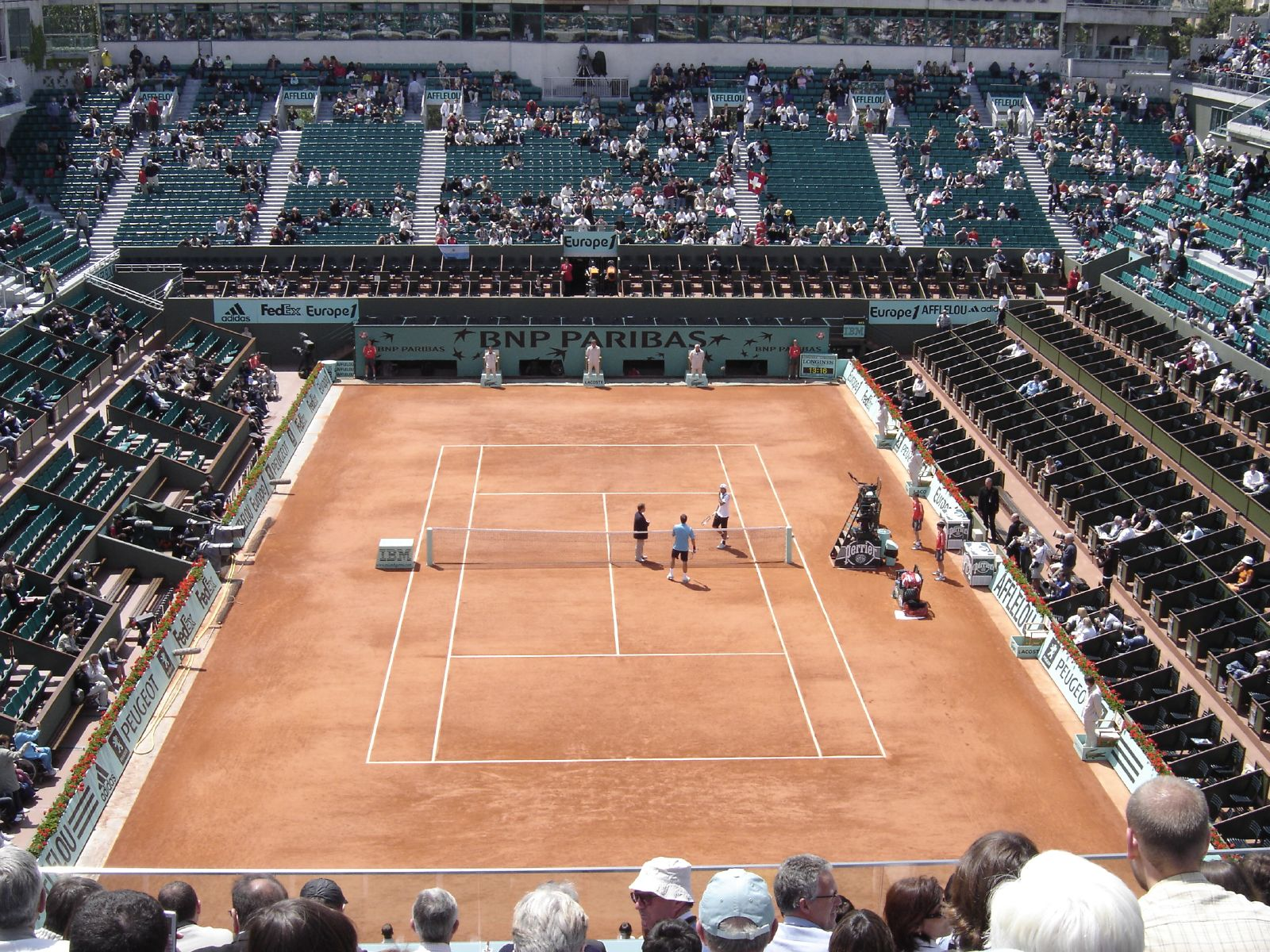
Sân Philippe Chatrier của Giải quần vợt Pháp Mở rộng được chơi trên mặt sân đất nện.

Sân đất nện được làm bằng đá hay gạch nghiền nát. Thường có màu đất đỏ. Loại sân này làm cho bóng nảy chậm và lên cao. Sân này thích hợp cho các tay vợt thích đứng cuối sân thay vì lên lưới và phải có nhiều kiên nhẫn vì một điểm đánh chậm và lâu. Đa số các sân đất nện là ở Châu Âu và Nam Mỹ.
Trong lịch sử các giải Grand Slam thì sân đất nện đã từng được sử dụng tại Giải quần vợt Mỹ Mở rộng từ năm 1975 đến năm 1977 và Giải quần vợt Pháp Mở rộng kể từ năm 1891.
Vận động viên quần vợt người Tây Ban Nha Rafael Nadal được mệnh danh là "ông vua sân đất nện".
Một số giải quần vợt nổi tiếng được chơi trên mặt sân đất nện:
- Giải quần vợt Pháp Mở rộng
- Monte-Carlo Masters
- Mutua Madrid Open
- Internazionali BNL d'Italia

### Sân cỏ

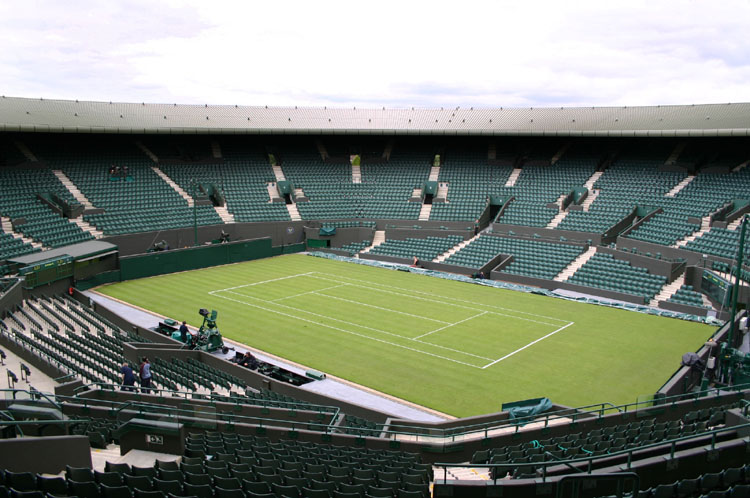
Sân Số 1 của Giải Vô địch Wimbledon được chơi trên mặt sân cỏ.

Sân cỏ ngày nay rất hiếm có vì loại sân này rất tốn kém để gìn giữ. Đa số sân cỏ ngày nay chỉ thấy ở Anh vì người Anh vẫn thích giữ truyền thống quần vợt. Loại sân này làm cho bóng đi nhanh, nảy thấp và không đều. Vì thế nó thích hợp với những tay vợt thích phát bóng và lên lưới (serve and volley).
Trong lịch sử các giải Grand Slam thì sân cỏ đã từng được sử dụng tại Giải quần vợt Úc Mở rộng từ năm 1905 đến năm 1987, và Giải Vô địch Wimbledon kể từ năm 1877.
Vận động viên quần vợt người Thụy Sĩ Roger Federer được mệnh danh là "ông vua sân cỏ".
Một số giải quần vợt nổi tiếng được chơi trên mặt sân cỏ:
- Giải Vô địch Wimbledon
- Queen's Club Championships (Aegon Championships)
- Giải quần vợt Stuttgart Mở rộng (MercedesCup)

### Sân thảm

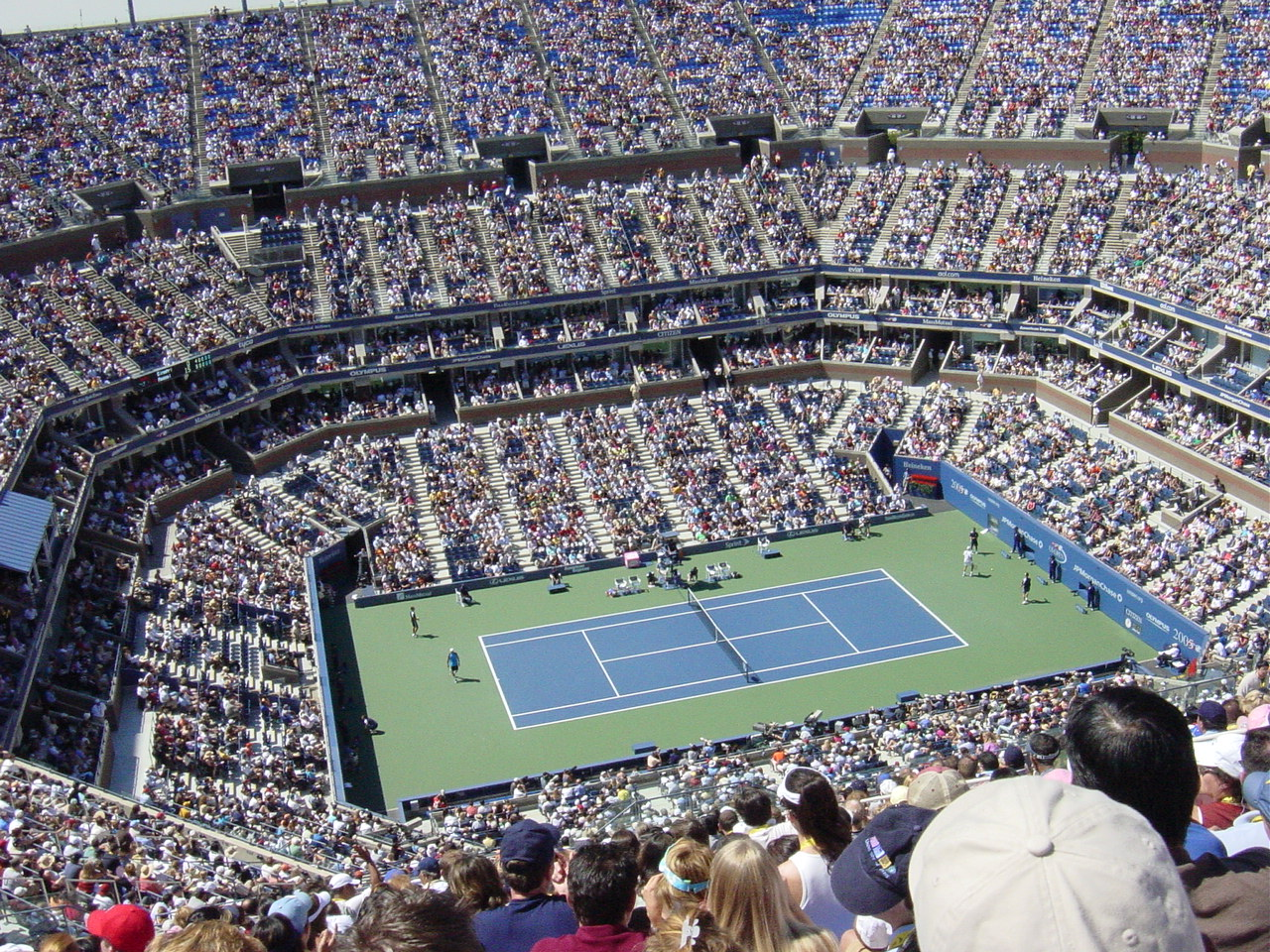
Sân vận động Arthur Ashe của Giải quần vợt Mỹ Mở rộng được chơi trên mặt sân thảm.

Sân bằng thảm thường được dùng khi người ta mượn sân bóng rổ hay các sân thể thao khác trong nhà để tranh giải quần vợt. Ban tổ chức trải một loại thảm đặc biệt chế tạo cho quần vợt lên trên sân và dựng cột và lưới. Sân thảm thường có độ nảy trung bình nên thích hợp cho mọi loại đấu thủ.

## Sân quần vợt trong nhà

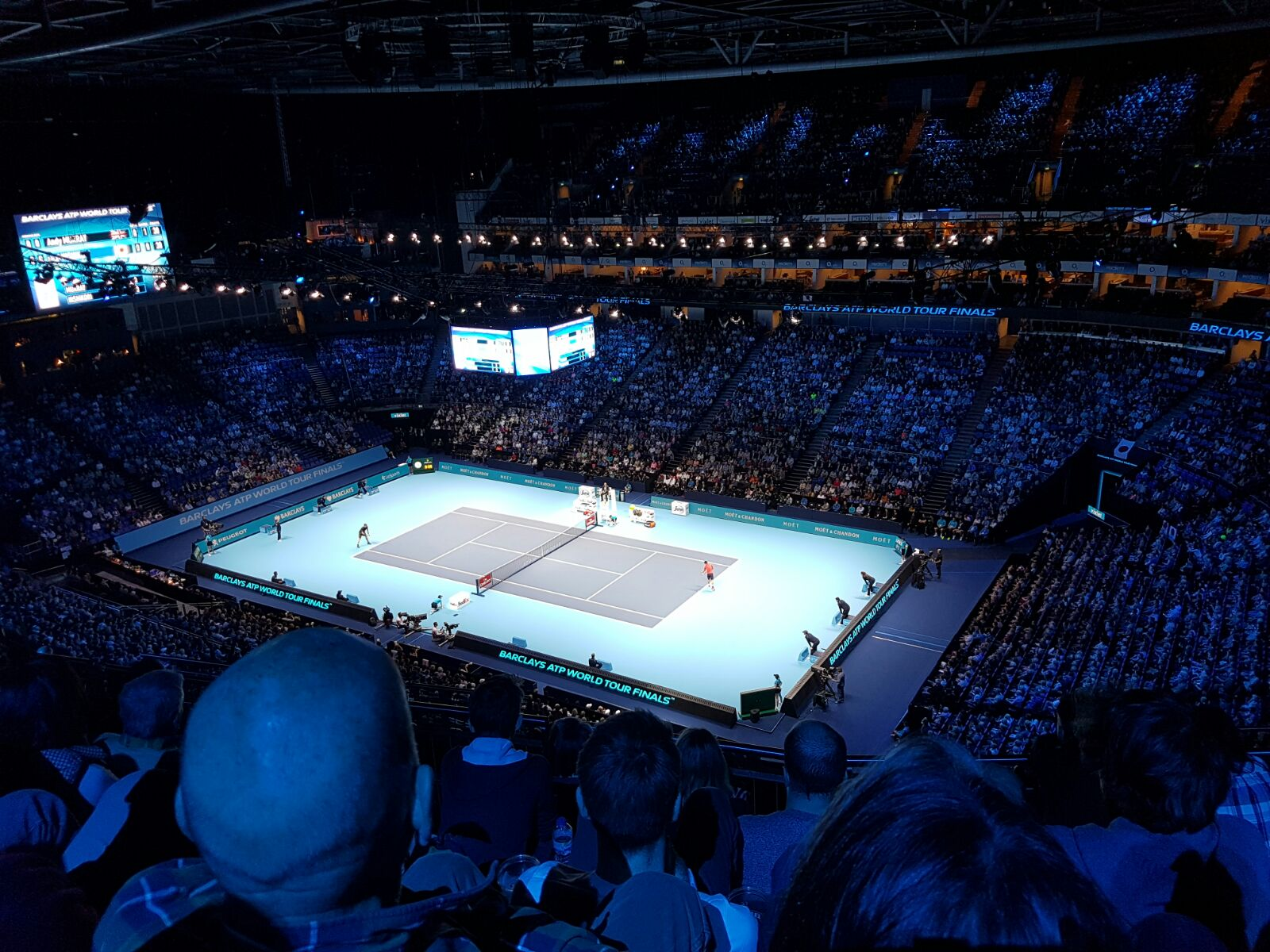
O2 Arena (Luân Đôn) là một sân quần vợt trong nhà

Trong quần vợt, có những sân quần vợt còn được chơi trong nhà, bởi vì sân trong nhà sẽ tránh được những cơn mưa sẽ làm gián đoạn các trận đấu quần vợt. Sân cứng là mặt sân có nhiều sân trong nhà nhất.
Một số giải quần vợt nổi tiếng được chơi sân trong nhà:
- Paris Masters
- Thượng Hải Masters